# Deutsche Kriegsgräberstätte auf dem Georgenberg

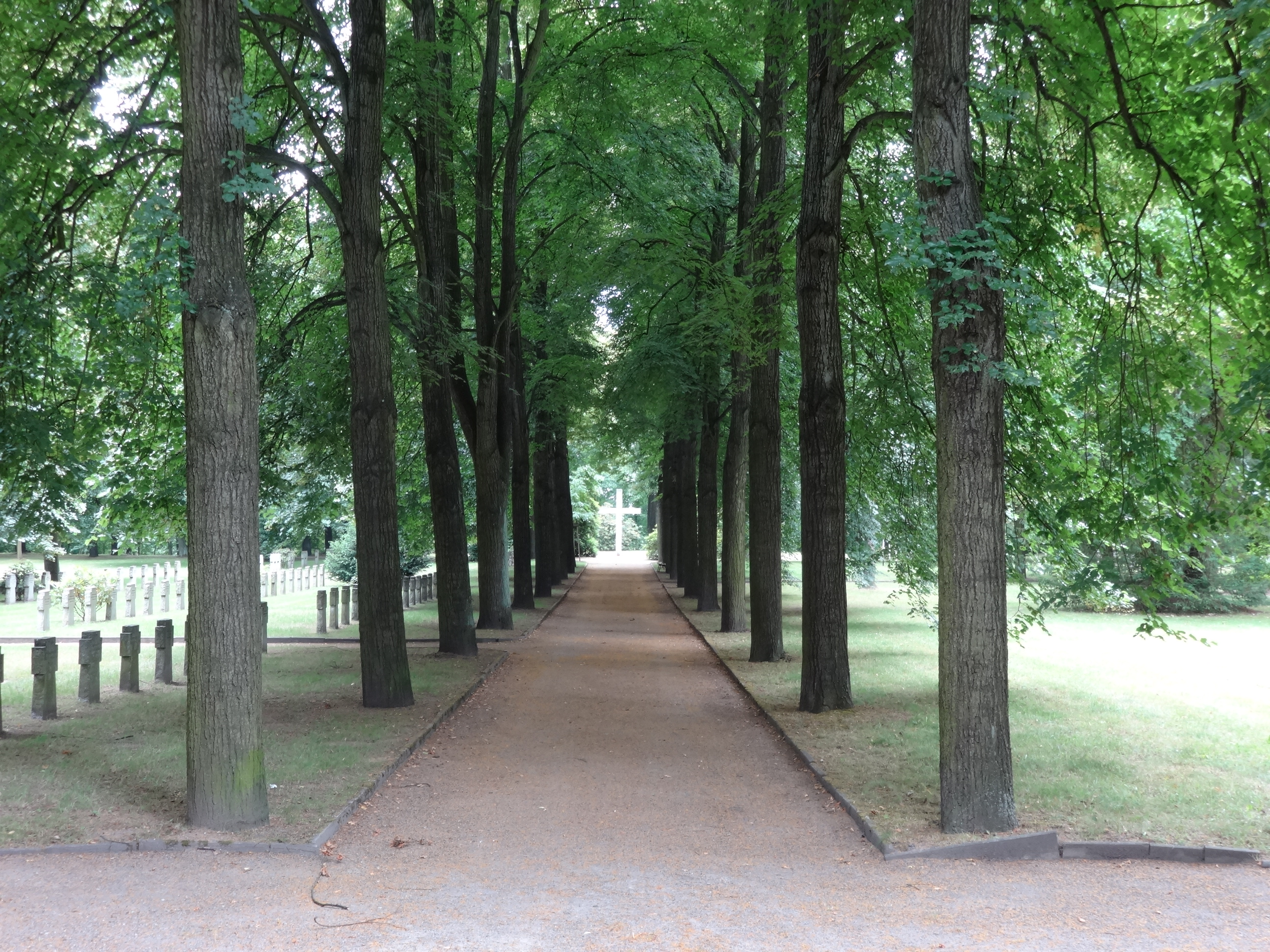
Deutsche Kriegsgräberstätte auf dem Georgenberg

Die Deutsche Kriegsgräberstätte auf dem Georgenberg ist Teil eines Flächendenkmals in Spremberg im brandenburgischen Landkreis Spree-Neiße.

## Hintergrund und Geschichte
Der südbrandenburgische Raum ist durch den Abbau von Braunkohle von der Devastierung betroffen. Neben dem Abriss von Dörfern werden auch Flächen zerstört, auf denen Kriegstote des Zweiten Weltkrieges bestattet sind. Teilweise werden aber auch Gebeine entdeckt, die bei der Bergung von Munition zur Vorbereitung des Tagebaus Welzow-Süd bei der Suche nach Blindgängern zum Tageslicht kommen. Aus diesem Grund entstand auf dem Georgenberg im Jahr 1995 ein Umbettungsfriedhof, der die bereits vorhandenen 174 Kriegsgräberstätten aus dem Ersten Weltkrieg und Zweiten Weltkrieg mit einbezog. Die erste Umbettung erfolgte am 24. Oktober 1995 und betraf einen gefallenen deutschen Piloten, der bei Wolkenberg in seinem Flugzeugwrack geborgen wurde. Bis Juni 2001 fanden insgesamt 696 deutsche Kriegstote dort ihre letzte Ruhestätte.

## Aufbau

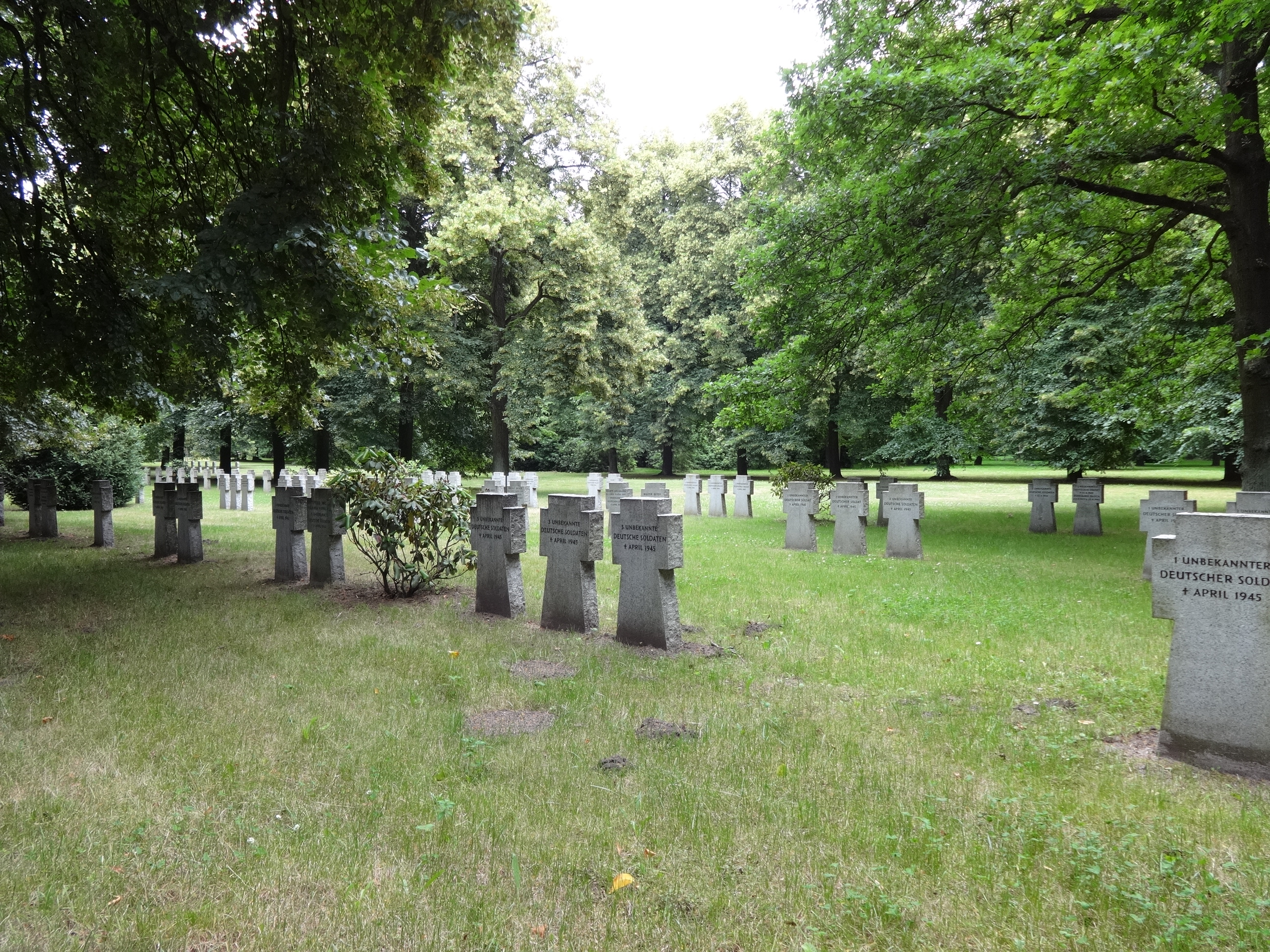
Feld III. 1. Hälfte

Betritt man das Gelände von der Kirschallee, so eröffnet sich dem Besucher zunächst eine mit Laubbäumen bepflanzte, zentrale Sichtachse, an dessen Ende ein schmuckloses Kreuz aus Beton steht. Von der Sichtachse sind die einzelnen Felder über kleinere Wege erreichbar. Sie sind gegen den Uhrzeigersinn in der folgenden Reihe durchnummeriert: Feld I-a, Feld I-b, Feld II, Feld III.-1 Hälfte, Feld III.-2 Hälfte sowie Feld IV. Die Felder V und VI liegen weiter östlich und sind über eine eigene Zuwegung erreichbar.
Die Kriegsgräberstätte besteht aus mehreren Feldern, die zu unterschiedlichen Zeiten belegt wurden:
- Feld I-a: 174 Kriegsgräber mit Toten aus dem Ersten und Zweiten Weltkrieg sowie die umgebetteten Toten aus dem Jahr 1995
- Feld I-b: 108 Kriegstote aus dem devastierten Ortsteil Kausche der Stadt Drebkau
- Feld II: 115 Kriegstote, die 1996 vom Friedhof Kausche umgebettet wurden
- Feld III-1. Hälfte: Weitere 89 Kriegstote vom Friedhof Kausche, die in den Jahren 1997 bis 2005 umgebettet wurden. Weitere Tote stammen aus Steinitz, Neupetershain, Geisendorf, Lindchen, Ressen und Bademeusel
- Feld III-2. Hälfte: 86 Kriegstote, die von 1999 bis 2005 aus den vorgenannten Ortsteilen und Ortschaften umgebettet wurden
- Feld IV: 88 Kriegstote, die von 1997 bis 2001 aus Albertinenaue, Bahnsdorf, Bloischdorf, Cottbus, Gallinchen, Gosda, Groß Gastrose, Groß Luja, Horno, Jerischke, Kiekebusch, Kolkwitz, Lauchhammer, Lieskau, Pusack, Reuthen, Roggosen und Sielow nach Spremberg umgebettet wurden
- Feld V: 36 Kriegstote, die von 2001 bis 2010 aus den folgenden Ortsteilen umgebettet wurden: Kolkwitz, Forst (Lausitz), Cottbus, Bademeusel, Albertinenaue, Horno, Bahnsdorf, Gallinchen

Das Feld VI ist im Jahr 2014 nicht belegt. Im nordwestlichen Teil befinden sich mehrere zivile Erbbegräbnisstätten.